# 大阪短期大学
大阪短期大学（おおさかたんきだいがく、英語: Osaka College）は、大阪府南河内郡美原町平尾1060-1に本部を置いていた日本の私立大学である。1987年に設置され、2004年に廃止された。大学の略称は大阪短大。

## 概要

### 大学全体
- 大阪府南河内郡美原町[注 1]に所在した日本の私立短期大学で、設置主体は学校法人天満学園。
- 1987年に経営情報学科のみの1学科で入学定員150名体制で開学[1]。
- 1990年より2専攻体制で、入学定員250名体制となるも、その後は入学定員減により最終的には180名体制となる。
- 2002年度の入学生を最後に[注釈 2]、2004年に短期大学としての使命を終える[3]。

### 建学の精神（校訓・理念・学是）
- 大阪短期大学における建学の精神：「教育は徳なり」

### 教育および研究
- 大阪短期大学は当時、大阪府下で唯一の経営情報学科を置き、情報社会・国際社会において有用な情報処理技術者の育成に力をいれていたところに特色があった。日本の民衆文化・芸術を幅広く概観することをねらいとした一般教育科目として、大津絵や茶道に関する科目が置かれ、さらに地球環境に関する科目も置かれていた[4]。

### 学風および特色
- 大阪短期大学は学校法人天満学園が最初に設立した高等教育機関である。
- オーストラリア国際ビジネス実務研修旅行やニュージーランド語学研修などが行われた。

## 沿革
- 1986年
  - 12月23日 左記を以て文部省[注 3]より短期大学の設置が認可される[5]。
- 1987年
  - 4月1日 大阪短期大学が以下の学科体制にて開学する[6]。
    - 経営情報学科 150名

  - 5月1日 学生数[7]/定員　
    - 経営情報学科 175[注 4]/150
- 1990年
  - 4月1日 左記を以て経営情報学科の入学定員を150→250に増員、かつ以下の通り専攻分離される[8]。
    - 経営情報専攻 入学定員150名
    - 秘書専攻 入学定員100名

  - 5月1日 学生数[9]/定員
    - 経営情報学科 568[注 5]/400
- 1998年
  - 4月1日 専攻課程の入学定員を以下の通り変更する[10]。
    - 経営情報専攻 入学定員150→90
    - 秘書専攻→ビジネス実務専攻 入学定員100→40

  - 5月1日 学生数[11]/定員
    - 経営情報学科 848[注 6]/380
- 1999年
  - 5月1日 学生数[12]/定員
    - 経営情報学科 531[注 7]/260
- 2000年
  - 4月1日 経営情報専攻[注 8]の入学定員を90→140に増員[14]。
- 2001年
  - 4月1日 大阪短期大学歯科衛生士学院[注 9]卒業生の2年次編入学制度を行う[注 10]
- 2002年
  - 4月1日 この年度をもって学生募集を終了[注釈 2]
- 2004年
  - 5月28日 左記を以て正式に廃止[3]。

## 基礎データ

### 所在地
- 大阪府南河内郡美原町平尾1060-1[注釈 1]

### 象徴
- 大阪短期大学のカレッジマークは地球をイメージした円をベースに、下部に法人創立年である「1935」、左から右にかけて時計廻りに「TENMA GAKUEN」の文字が記されたものとなっていた[17]。

## 教育および研究

### 組織

#### 学科
- 経営情報学科
  - 経営情報専攻 入学定員140名[注釈 3]
  - ビジネス実務専攻 入学定員40名[注釈 3]

#### 専攻科
- なし

#### 別科
- なし

#### 取得資格について
- 卒業と同時に取得できる国家資格等は特に設けられていなかったが、日商簿記検定や第二種情報処理技術者試験・実用英語技能検定・日本漢字能力検定など就職に有利な資格取得への支援を行っていた[19]。

### 研究
- 『紀要』[20]

## 学生生活

### 部活動・クラブ活動・サークル活動
- 大阪短期大学で活動していたクラブ活動[21]
  - 体育系：陸上競技・バレーボール・スキー・バスケットボール・テニス・水泳・ラグビー・バドミントン・ゴルフ・軟式野球・サッカーほか
  - 文化系：軽音楽・パソコン・マルチメディア・漫画美術・アウトドアほか

### スポーツ
- 女子駅伝が盛んであり、過去には「全日本大学女子駅伝対校選手権大会」に出場している[22]。

## 施設

### キャンパス
- 主たる建物として、図書館・体育館ほか「尚徳庵」と称した茶室、足立記念館などが短大の時分から設置されていた[23]。

### 学生食堂
- 学内にあり[22]。

### 寮
- 大阪短期大学には女子学生を対象とした学生寮が、当時近鉄長野線喜志駅から徒歩で7分程度にある閑静な住宅地に置かれていた[24]。

## 対外関係

### 他大学との協定
- サンシャインコースト大学（オーストラリア）[25]

### 系列校
- 太成学院大学
- 太成学院大学中学校・高等学校
- 大阪太成学院大学歯科衛生学院専門学校
- 太成学院天満幼稚園

## 卒業後の進路について

### 編入学・進学実績
- 経営情報学科
  - 経営情報専攻：立命館大学・龍谷大学・大阪経済大学・大阪工業大学・大阪産業大学・摂南大学・桃山学院大学・甲南大学ほか
  - ビジネス（秘書）専攻：同志社大学・関西外国語大学・近畿大学・神戸国際大学ほか。

## 附属学校
- かつては、大阪短期大学歯科衛生学院専門学校を擁していた。